# Аруазис

Аруазис на карте штата.

Аруазис (порт. Aroazes) — муниципалитет в Бразилии, входит в штат Пиауи. Составная часть мезорегиона Северо-центральная часть штата Пиауи. Входит в экономико-статистический микрорегион Валенса-ду-Пиауи. Население составляет 5779 человек на 2010 год. Занимает площадь 821,663 км². Плотность населения — 7,03 чел./км².
Праздник города — 27 февраля.

## Демография
Согласно сведениям, собранным в ходе переписи 2010 г. Национальным институтом географии и статистики (IBGE), население муниципалитета составляет:
| Полное население                               | Полное население                               | Полное население                               | Полное население                               | 5779  |
| ---------------------------------------------- | ---------------------------------------------- | ---------------------------------------------- | ---------------------------------------------- | ----- |
| в том числе:                                   | Городское население                            | 3430                                           | Процент городского населения, %                | 59,35 |
|                                                | Сельское население                             | 2349                                           | Процент сельского населения, %                 | 40,65 |
|                                                | Мужское население                              | 2863                                           | Процент мужского населения, %                  | 49,54 |
|                                                | Женское население                              | 2916                                           | Процент женского населения, %                  | 50,46 |
| Плотность населения, чел/км²                   | Плотность населения, чел/км²                   | Плотность населения, чел/км²                   | Плотность населения, чел/км²                   | 7,03  |
| Население муниципалитета в % к населению штата | Население муниципалитета в % к населению штата | Население муниципалитета в % к населению штата | Население муниципалитета в % к населению штата | 0,19  |

По данным оценки 2016 года, население муниципалитета составляет 5763 жителя.

## История
Город основан в 1962 году.

## Статистика
- Валовой внутренний продукт на 2003 год составляет 8 835 042,00 реалов (данные: Бразильский институт географии и статистики).
- Валовой внутренний продукт на душу населения на 2003 год составляет 1448,13 реалов (данные: Бразильский институт географии и статистики).
- Индекс развития человеческого потенциала на 2000 год составляет 0,582 (данные: Программа развития ООН).

## География
Климат местности: тропическая полупустыня.